# سویه یوتای سارس کووید ۲
سویه یوتا (به انگلیسی: Iota variant) که به عنوان نسب B.1.526 نیز شناخته می‌شود، یکی از انواع سارس کوید ۲ است، ویروسی که باعث کووید ۱۹ می‌شود. این سویه اولین بار در شهر نیویورک در نوامبر ۲۰۲۰ شناسایی شد. این نوع با دو جهش قابل توجه ظاهر شده‌است: جهش E484K، که ممکن است به فرار ویروس از آنتی‌بادی‌ها کمک کند، و جهش S477N، که ممکن است به پیوند محکم تر ویروس با سلول‌های انسانی کمک کند.
تا فوریه ۲۰۲۱، به سرعت در منطقه نیویورک گسترش یافت و تقریباً از هر چهار توالی ویروسی یکی را تشکیل می‌داد. تا ۱۱ آوریل ۲۰۲۱، این گونه در حداقل ۴۸ ایالت آمریکا و ۱۸ کشور شناسایی شده بود.
بر اساس طرح ساده نامگذاری که توسط سازمان بهداشت جهانی پیشنهاد شده‌است، B.1.526 برچسب Iota نامیده می‌شود و به عنوان یک سویه در نظر گرفته می‌شود.

## تاریخچه
افزایش نوع یوتا توسط محققان در مؤسسه فناوری کالیفرنیا با اسکن جهش در پایگاه داده معروف به GISAID، یک ابتکار علمی جهانی که بیش از ۷۰۰۰۰۰ توالی ژنومی SARS-CoV-2 را ثبت کرده‌است، ثبت شد.
نسبت موارد ایالات متحده نشان داده شده با نوع یوتا تا پایان ژوئیه ۲۰۲۱ به دلیل غلبه نوع سویه دلتایبه شدت کاهش یافته بود.